# Жоров, Семён Васильевич
Семён Васильевич Жоров — лётчик-штурмовик, участник Великой Отечественной войны, Герой Советского Союза.

## Биография
Родился 12 октября 1922 года на хуторе Ровы в семье крестьянина, русский.
С 1926 года жил в городе Мариуполе Донецкой области.
Окончил 8 классов и школу ФЗУ, после чего работал токарем в механическом цехе завода им. Ильича.
Обучался в Мариупольском аэроклубе.
В Советской Армии с 1941 года.
В 1944 году окончил Ворошиловградскую военную авиационную школу пилотов.
Участник Великой Отечественной войны с января 1945 года.
Старший лётчик 569-го штурмового авиационного полка 199-й штурмовой авиадивизии 4-го штурмового авиакорпуса 4-й воздушной армии 2-го Белорусского фронта младший лейтенант Жоров С. В. к маю 1945 года совершил 88 боевых вылетов на самолёте Ил-2 на штурмовку живой силы и боевой техники врага.
Особо отличился во время проведения операции по прорыву укреплений противника на подступах к Восточной Пруссии.
Указом Президиума Верховного Совета СССР от 18 августа 1945 года младшему лейтенанту Жорову Семёну Васильевичу присвоено звание Героя Советского Союза с вручением ордена Ленина и медали «Золотая Звезда».
Член ВКП(б)/КПСС с 1947 года.
После войны продолжил службу в ВВС СССР.
С 1957 года майор С. В. Жоров — в запасе.
Жил в г. Жданов (ныне г. Мариуполь).
Умер 6 июня 1987 года, похоронен в Мариуполе.
В г. Москве в средней школе № 956 с 1995 года работает музей боевой славы 569-го штурмового авиационного полка.

## Награды
- Медаль «Золотая Звезда» Героя Советского Союза (№ 8664).
- Орден Ленина.
- Орден Красного Знамени.
- Три Ордена Отечественной войны I степени.
- Орден Отечественной войны II степени.
- Другие медали.